# Egy szép napon…
Ez a szócikk a Született feleségek-epizódról szól. Ha az Asimov-sci-finovella érdekel, kövesd ezt a linket: Egy szép napon.
Az Egy szép napon… (One Wonderful Day) a Született feleségek (Desperate Housewives) című amerikai filmsorozat huszonharmadik epizódja. Az Amerikai Egyesült Államokban először az ABC (American Broadcasting Company) adó sugározta 2005. május 22-én.

## Az epizód cselekménye
Rex állapotártól orvosa felvázolja, hogy ezt a súlyosbodást az étkezés okozhatja, ugyanis Rex szervezetébe olyan anyagok kerültek, melyeket nem szabadott volna fogyasztania. Mivel Bree adagolta neki az ételt az utóbbi időben, Rex meggyőződik arról, hogy felesége mérgezte meg. Levelet ír neki, melyben leírja, hogy mindent ért és hogy mindent megbocsát - majd meghal. Lynette végleg elszúrja Tom esélyét arra, hogy a karrier elszakítsa a családtól, ezzel azonban azt éri el, hogy férje úgy dönt: otthon marad gondozni a gyerekeket, miközben Lynette visszamegy dolgozni. Carlos és a homoszexuális fiú tárgyalásán a megcsalt férjnek John felvázolja a teljes igazságot, melynek következtében Carlos olyat tesz, amiért újra rács mögé kerül… Mike gyanítja, hogy Paul ölte meg Deirdre-t és elrabolja, azzal a szándékkal, hogy megöli. Paul azonban közli vele, hogy valószínűleg Zach az ő fia és, hogy Mary Alice ölte meg a barátnőjét, és ezért Mike életben hagyja. Mindeközben Zach, aki rájön, hogy Mike rabolta el Pault, elmegy hozzá, ahol egy lőfegyverrel túszul ejti Susant, és arra vár, hogy a szerelő hazaérjen, és ő megölhesse…

## Mellékszereplők
- Doug Savant - Tom Scavo
- Harriet Sansom Harris - Felicia Tilman
- Richard Burgi - Karl Mayer
- Mehcad Brooks - Matthew Applewhite
- Jolie Jenkins - Dierdre Taylor
- Terry Bozeman - Dr. Lee Craig
- Ryan Carnes - Justin
- John Newton - Jonathan Lithgow
- Brent Kinsman - Preston Scavo
- Shane Kinsman - Porter Scavo
- Alfre Woodard - Betty Applewhite
- Zane Huett - Parker Scavo
- Steve Tom - Bíró
- Gregory Wagrowski - Ügyész
- Tanner Maguire - a négyéves Zach
- William Dennis Hunt - Ingatlanügynök
- Kevin E. West - Nyomozó
- Shirley Jordan - Ápolónő

## Mary Alice epizódzáró monológja
- A narrátor, Mary Alice monológja az epizód végén így hangzik (a magyar változat alapján):

„Különös dolog visszanézni a világra. Látni azokat, akiket hátrahagytam. A maguk módján mind olyan bátrak, olyan határozottak, és olyan rettenetesen elszántak.
Elszántan lépik át a küszöböt. De félnek attól, hogy útközben lemaradnak valamiről.
Elszántan próbálnak megszerezni mindent, amire vágynak. Holott maguk sem tudják, hogy pontosan mi az.
Elszántan akarják, hogy az életük újból tökéletes legyen. Bár most jönnek rá, hogy igazából sosem volt az.
Elszántan vágynak egy szebb jövőre. Csak a múltjuktól tudnának végre megszabadulni…
Nem csak nézem őket. De szurkolok is nekik. Ezeknek a csodálatraméltó nőknek. Szívből remélem, hogy megtalálják, amire annyira vágynak. De tudom, hogy nem mindük álma teljesül. Szomorú, de az élet már csak ilyen. Nem minden mese ér boldog véget.”

## Érdekesség
- Az Egy szép napon… a sorozat első évadának befejező része. Ennek az epizódnak az elején van másodszor rövidített főcím (a nyitó epizód, a Végzetes csütörtök is azzal kezdődik).

## Epizódcímek szerte a világban
- Angol: One Wonderful Day (Egy csodálatos nap)
- Francia: Quatre voisines et un autre enterrement (Négy szomszéd és még egy temetés)
- Német: Alles ist wunderbar (Minden csodálatos)
- Olasz: Un giorno meraviglioso (Egy csodálatos nap)